# Beverly (Ohio)
Pour les articles homonymes, voir Beverly.
Beverly est un village américain situé dans le comté de Washington, dans l'Ohio. Selon le recensement de 2010, sa population est de 1 313 habitants.